# Aimonio (Xanthi)
Aimonio (sau Aemonio sau Emonio) este un sat muntos din Periferia Xanthi care are în 2021 o populație de 64 de locuitori și se află la o altitudine de 500 de metri.

## Geografie - Istorie
Aimonio este situat spre granița Greciei cu Bulgaria la o distanță de aproximativ 17 km de Sminthi (reședința  municipalității Myki) și 31 km de Xanthi. Satul este construit pe versanții Munților Rodopi de Vest între Kotili, Melivoia și Pachni, în timp ce la nord și vest trece pârâul Koula, unul dintre cele trei brațe ale râului Kosynthos. Din punct de vedere cultural, Aimonio este inclus în satele din Pomakochoria din prefectura Xanthi iar în limba pomacă se numește Vălkanova. În Grecia limba pomacă este considerată un dialect al limbii bulgare. Conform Planului Kallikratis, se încadrează în municipalitatea Myki și, conform recensământului din 2011, are o populație de 75 de locuitori. 